# Monophthongierung
Eine Monophthongierung ist eine lautliche Veränderung, die aus einem Diphthong einen Monophthong werden lässt.

## Monophthongierung im Deutschen
Für das heutige Deutsch ist vor allem die sogenannte frühneuhochdeutsche Monophthongierung wichtig. Sie veränderte die Diphthonge ie [iə], uo [uə] und üe [yə] zu ie [iː], u [uː] und ü [yː] (Merkworte: liebe guote brüeder zu liebe gute Brüder). Die neuhochdeutsche Monophthongierung ging ab dem 11. Jahrhundert von der Mitte des deutschen Sprachraums aus. Bairische und alemannische Dialekte im Süden nahmen die Veränderungen nicht an und verharren diesbezüglich in älterem Sprachzustand.
Eine ältere Monophthongierung fand im Frühalthochdeutschen statt, als altgermanisches au vor h und vor allen Dentalen (d, t, ʒ, s, n, r, l) zu einem langen o [oː] wurde. Sichtbar wird dies heute noch in deutschen und westskandinavischen (im Folgenden isländischen) Wortpaaren wie zum Beispiel Brot, rot, tot, los, Osten sowie mit Umlaut hören gegenüber brauð, rauður, dauðr, laus, austur und mit Umlaut heyra.

## Monophthongierung in anderen Sprachen
In der Geschichte der slawischen Sprachen ist die Monophthongierung ein Teilprozess der Tendenz zur steigenden Silbensonorität.
In den semitischen Sprachen ist die Monophthongierung die Grundlage für das Auftreten der Vokale /e/ (aus /ay/) und /o/ (aus /aw/).